# Марія Терезія Австрійська (1762–1770)
Ерцгерцогиня Марія Терезія (повне ім'я Марія Терезія Єлизавета Філіппіна Луїза Йозефа Йоганна, нім. Maria Theresia Elisabeth Philippine Luise Josepha Johanna; 20 березня 1762, Шенбрунн, Відень — 23 січня 1770, Шенбрунн, Відень) — дочка Йосифа II, імператора Священної Римської імперії, та його першої дружини — Ізабелли Пармської. Онука імператриці Марії Терезії. Померла на восьмому році життя від плевриту.

## Життєпис

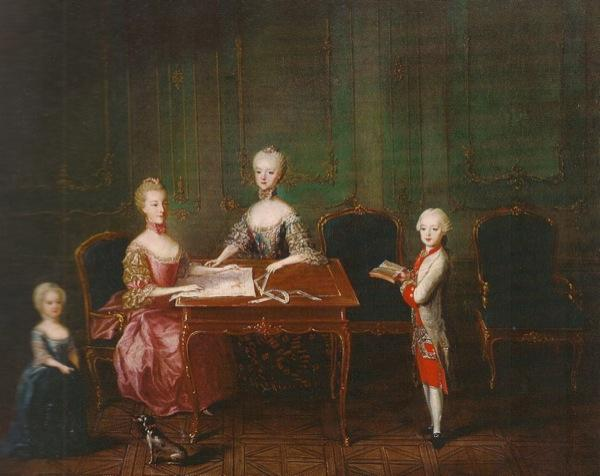
Зліва направо: ерцгерцогиня Марія Терезія, ерцгерцогиня Марія Кароліна, ерцгерцогиня Марія Антуанетта, ерцгерцог Максиміліан

Батьки Марії Терезії, ерцгерцог Йосиф та інфанта Ізабелла, одружилися у Відні 16 жовтня 1760 року. 1761 року Ізабелла завагітніла і 20 березня 1762 року народила дочку, яку назвали Марією Терезією Єлизаветою Філіппіною Луїзою Йозефою Йоганною. Новонароджена отримала титул ерцгерцогині Австрії. По материнській лінії Марія Терезія була онучкою герцога Пармського Філіпа та французької принцеси Марії Луїзи, а по батьківській — імператриці Священної Римської імперії Марії Терезії та її чоловіка Франца I.

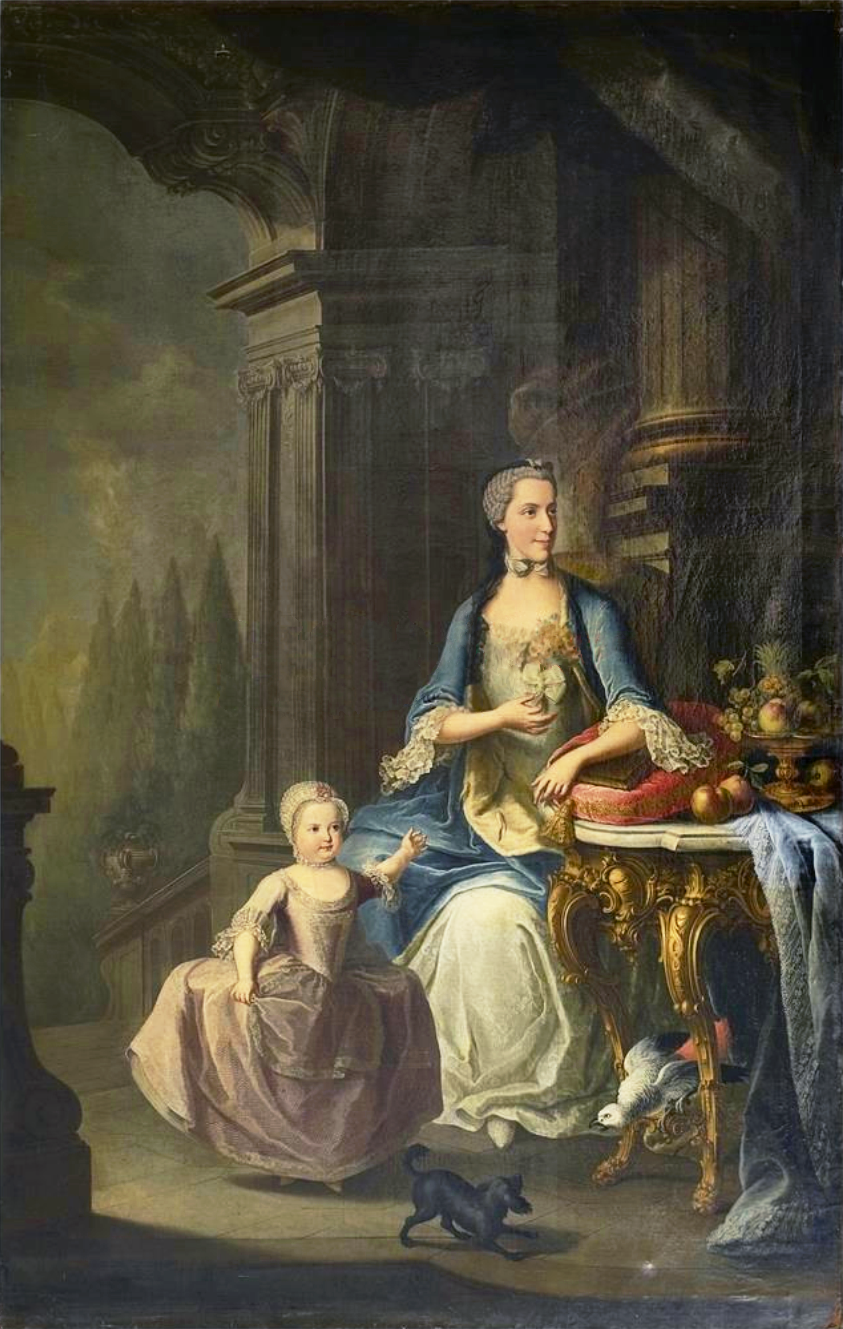
Ізабелла Пармська з дочкою. Робота Мартіна ван Майтенса

Коли Марії Терезії було трохи більше року, її мати померла незадовго після народження другої дочки — Марії Крістіни, яка померла за кілька хвилин після народження. Батько ерцгерцогині, майбутній імператор Йосиф II, почувався невтішно після цього, тож у старшій дочці він знайшов своє «друге „я“». У дитинстві Марія Терезія була дуже близькою зі своєю тіткою — Марією Антуанеттою, яка була на 7 років старшою за неї і згодом стала останньою дореволюційною королевою Франції.

## Смерть

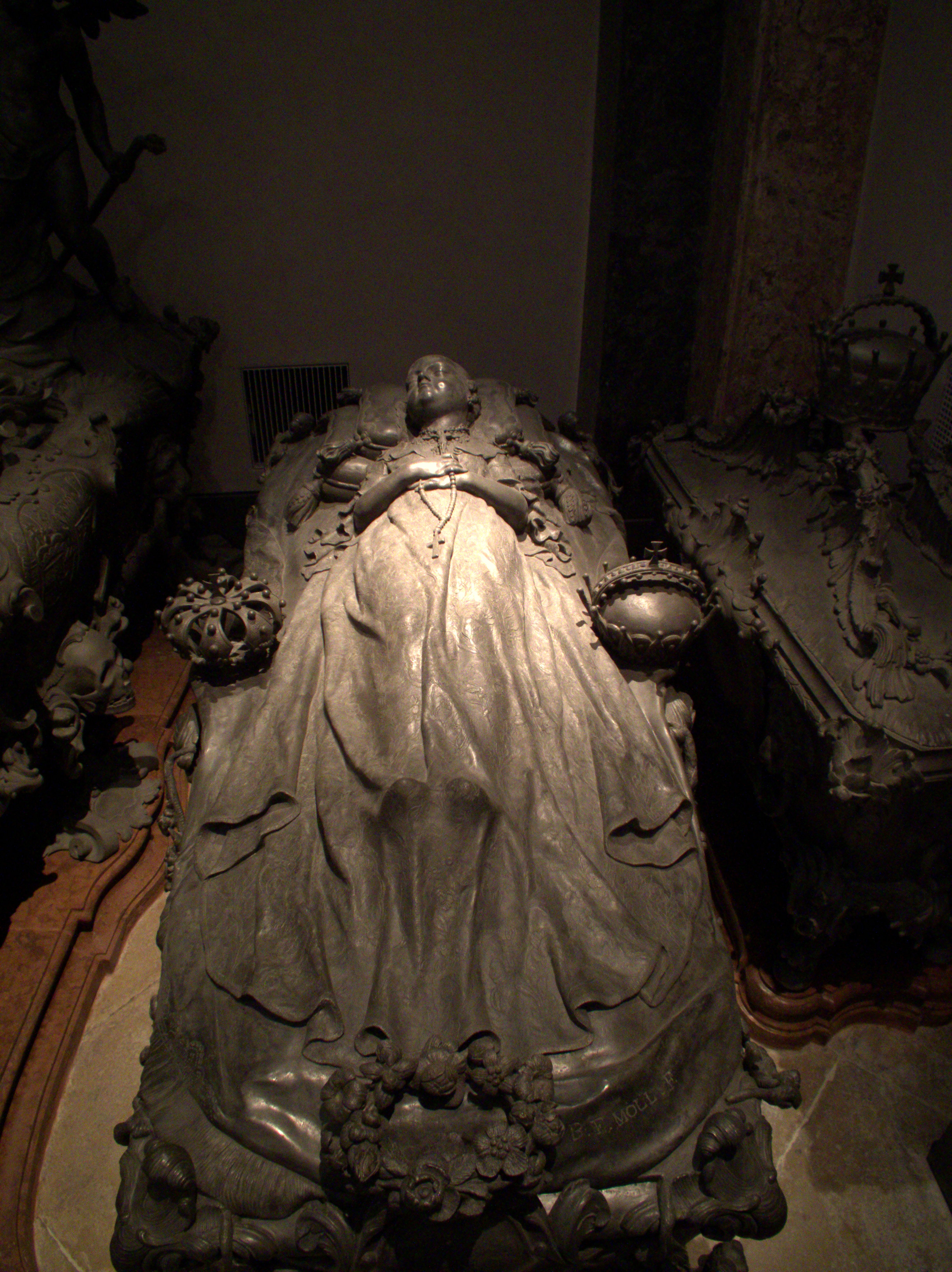
Могила ерцгерцогині

За кілька місяців до свого восьмого дня народження ерцгерцогиня Марія Терезія захворіла на плеврит. Її батько, імператор Йосиф II, докладав усіх зусиль, щоб урятувати життя дочки, і навіть доглядав за нею вночі.
23 січня 1770 року ерцгерцогиня Марія Терезія померла від високої температури тіла. Її смерть була великим горем для імператора, і ходили чутки, начебто він зберігав особисті речі доньки навіть після її смерті.
Ерцгерцогиню поховали в Імператорському склепі в церкві капуцинів у Відні. Її надгробок має вигляд статуї, яка представляє молоду ерцгерцогиню, що спить на ліжку, вкрита ковдрою. Її руки складені на знак молитви до Бога, очі заплющені. Поруч зі статуєю стоять Корона Святого Іштвана та корона Священної Римської імперії.